# Gabrielle Rose
Pour les articles homonymes, voir Rose.
 (mai 2025).
Si vous disposez d'ouvrages ou d'articles de référence ou si vous connaissez des sites web de qualité traitant du thème abordé ici, merci de compléter l'article en donnant les références utiles à sa vérifiabilité et en les liant à la section « Notes et références ».
Gabrielle Rose est une actrice canadienne, née 7 septembre 1954 à Kamloops en Colombie-Britannique au Canada.

## Biographie

### Famille et vie privée
Son grand-père, L. Arthur Rose, était dramaturge, producteur et interprète. Son père Ian Rose était un enfant acteur avant de devenir médecin.
Elle est mariée à l'acteur Hrothgar Mathews et a deux fils.

### Carrière
Rose a commencé sa carrière en Grande-Bretagne, où elle s'est formée à la Bristol Old Vic Theatre School et a ensuite rejoint la Bristol Old Vic. Par la suite, elle a travaillé dans des théâtres au Royaume-Uni pendant une décennie, avant de revenir au Canada. 
Elle a obtenu plusieurs nominations pour les prix Génie et les prix Gémeaux. Elle a travaillé avec le réalisateur Atom Egoyan sur de nombreux films dont Where the Truth Lies, The Sweet Hereafter, Speaking Parts, Family Viewing et The Adjuster, et avec le réalisateur Bruce Sweeney sur le film Excited, pour lequel elle a remporté le Leo Award du meilleur second rôle féminin dans un long métrage dramatique. 
D'autres apparitions incluent les films In the Name of the King: A Dungeon Siege Tale, The Five Senses, On the Other Hand, Death and Sisters & Brothers, et des rôles récurrents dans des séries telles que Rising Damp, Dark Angel, Robson Armes, Fringe, Once Upon a Time, X-Files : Aux frontières du réel, Disparition et The L Word. Son rôle le plus récent[Quand ?] était co-vedette avec Hilary Swank dans la série Netflix Away.
Elle a aussi fait du doublage.
En 2016, Rose a reçu le Ian Caddell Vancouver Film Critics Circle Award for Achievement pour ses contributions importantes à l'industrie cinématographique de la Colombie-Britannique.

## Filmographie
Sauf indication contraire, les informations mentionnées dans cette section peuvent être confirmées par les bases de données cinématographiques  présentes dans la section « Liens externes ».

### Cinéma
- 1985 : Natty Gann (The Journey of Natty Gann) : Exercise Matron
- 1987 : Family Viewing : Sandra
- 1987 : Le Beau-père (The Stepfather) : Dorothy Finnehard
- 1989 : Speaking Parts : Clara
- 1991 : Lighthouse : Connie
- 1991 : The Adjuster : Mimi
- 1992 : Le Portrait (The Portrait) : Lillian Severn
- 1993 : Kanada : Bobbie
- 1994 : Timecop : juge Marshall
- 1994 : Sleeping With Strangers : Claire
- 1994 : Valentine's Day : Alex
- 1995 : Off Key (court-métrage)
- 1997 : De beaux lendemains (The Sweet Hereafter) : Dolores Driscoll
- 1998 : The Sleep Room : Infirmière Stephens
- 1998 : Altarpiece (Court-métrage) : Sœur
- 1998 : Shrink (Court-métrage) : Dr D'Ambrosia
- 1999 : Les Cinq Sens (The Five Senses) : Ruth Seraph
- 1999 : Double Jeu (Double Jeopardy) : Georgia
- 2000 : Legs Apart (Court-métrage) : Une infirmière
- 2001 : Speak (Court-métrage) : Mère
- 2001 : The Waiting Room (court-métrage) : Une sœur gentille
- 2002 : The Rhino Brothers : Ellen Kanachowski
- 2002 : Beauty Shot (court-métrage) : Beth Thompson
- 2003 : Casanova at Fifty (court-métrage) : Candace
- 2003 : The Delicate Art of Parking : Ida Thomas
- 2005 : Missing in America : Cyd
- 2005 : Eighteen (en) : Wendy
- 2006 : Sisters : Dr Mercedes Kent
- 2006 : Joannie Learns to Cook (court-métrage) : Helen
- 2007 : King Rising, au nom du roi : Delinda
- 2007 : Beneath (en) : Mme Locke
- 2007 : Normal : Connie
- 2008 : Jeux de Mains - Donald Strachey 3 (On the Other Hand, Death) : Edith
- 2008 : Génération perdue 2 (Lost Boys: The Tribe) : tante Jillian
- 2008 : Mothers and Daughters : Brenda
- 2008 : Christmas Cottage : Evelyn
- 2009 : Grace : Vivian Matheson
- 2009 : What Goes Up : Mme Bridigan
- 2009 : Jennifer's Body : la mère de Colin
- 2009 : Hungry Hills : tante Matilda
- 2009 : Excited : Claire
- 2009 : Courage : Hannah
- 2010 : Alyssa (court-métrage) : Maman
- 2010 : Amazon Falls : Margaret
- 2010 : Repeaters : Peg Halsted
- 2010 : Fathers and Sons : Mère
- 2010 : Exposed : une femme
- 2011 : The Provider (court-métrage) : Mme Applebee
- 2011 : Sisters and Brothers : Marion
- 2011 : Drôles d'oiseaux (The Big Year) : Mary Swit
- 2011 : Everything and Everyone : Rose
- 2012 : Sous surveillance (The Company You Keep) : Marianne Osborne
- 2012 : Crimes of Mike Recket : Leslie Klemper
- 2012 : Omg (court-métrage) : grand-mère
- 2013 : Cinemanovels : Sophie
- 2013 : The Dick Knost Show : Kelly
- 2013 : The Corpse and the Courier (court-métrage) : Elizabeth
- 2014 : If I Stay : Gran
- 2016 : Maudie d'Aisling Walsh : Tante Ida
- 2021 : Attic Trunk de Raugi Yu : Katherine
- 2025 : Destination finale : Bloodlines de Zach Lipovsky et Adam B. Stein : Iris Campbell

### Télévision

#### Séries télévisées
- 1975 : Rising Damp : Brenda
- 1987 : Street Legal (en) : Jayne Reynolds
- 1990 et 1992 : Le Ranch de l'espoir (en) (Neon Rider) : Mme Carol Rudkin / la mère de Jesse
- 1991 : Vivre à Northwood (Northwood) : la mère de Jason
- 1992 : Street Justice : Mme Frank
- 1992-1993 : L'As de la crime (The Commish) : Dr McNeely / Linda Stone
- 1993-1994 : X-Files : Aux frontières du réel (The X-Files) : Anita Budahas / Dr Zenzola (épisodes Gorge profonde et L'Hôte)
- 1994-1995 : Madison : Mme Winslow
- 1995 : Sliders : Les Mondes parallèles : Christina Fox-Arturo
- 1995 : Lonesome Dove: The Outlaws Years : Hester Tarbell
- 1996 : Poltergeist : Les Aventuriers du surnaturel (Poltergeist: The Legacy) : Esther
- 1997 : The Sentinel : Emily Watson
- 1998 et 2004 : Cold Squad, brigade spéciale : Beverly Abbot / Esther Stokes
- 2000 : Mysterious Ways : Les Chemins de l'étrange (Mysterious Ways) : Mme Craven
- 2001 : Smallville : Mme Arkin
- 2002 : Tom Stone : Lenore McDonald
- 2002 : Dark Angel : Moorehead
- 2002 : Disparition (Taken) : Dr Harriet Penzler
- 2003 : The Atwood Stories : Cappie
- 2003 : Peacemakers : Kathryn Wenworth
- 2005 : Young Blades : Mère
- 2005 : Dead Zone : Mme Stampwell
- 2005, 2007-2008 : Robson Arms : Toni Mastroianni-Tan
- 2006 : Three Moons Over Milford (en) : Colleen McIntyre
- 2006 : Alice, I Think : Gayle
- 2007 : Battlestar Galactica : Mme King
- 2007 : Whistler : Linda Bromley
- 2007-2008 : Eureka : Carol Taylor
- 2007 et 2009 : The L Word : Carol
- 2008 : Sanctuary : Ruth Meyers
- 2009 : Exes and Ohs : la mère de Kris
- 2010 : Psych : Enquêteur malgré lui (Psych) : Ruth Blake
- 2010 et 2011 : Shattered : Mme Bacic / Dr Lynn Tanninger
- 2010 et 2012 : Fringe : Dr. Anderson
- 2010 et 2012 : L'Heure de la peur (R.L. Stine's the Haunting Hour) : Doll Maker
- 2011 : Endgame (Endgame) : Linda
- 2011-2012 : Once Upon a Time : Ruth
- 2013 : Rogue : Sarah
- 2019 : See : Lady An
- 2020 : Le Fléau (mini-série) : Juge Harris
- 2021 : Away : Darlene Cole
- 2021 : Yellowjackets : Mrs. Taylor
- 2021 : Heartland : Gladys Adderly
- 2021 : Chapelwaite : Mrs. Cloris
- 2022 : Charmed : Vittra
- 2023 : Toujours là pour toi : Beth
- 2023 : Fire Country : Shaman Opal
- 2023 : The Night Agent : Lorna
- 2025 : Tracker : Eileen Turner (saison 2, épisode 13)

#### Téléfilms
- 1976 : Machinegunner de Patrick Dromgoole : Jan
- 1978 : She Loves Me de Michael Simpson
- 1984 : Les secrets d'un homme marié (Secrets of a Married Man) de William A. Graham : une assistante
- 1985 : Blackout: L'obsession d'un flic (Blackout) de Douglas Hickox : l'amie de la victime
- 1985 : Un sacré parcours (Love, Mary) de Robert Day : Julie Trenton
- 1989 : The Private Capital de Don McBrearty
- 1989 : La rage d'aimer (Love and Hate: The Story of Colin and Joanne Thatcher) de Francis Mankiewicz : June Graham
- 1992 : Devlin de Rick Rosenthal : sœur Anne Elizabeth
- 1993 : Dieppe de John N. Smith : Anne
- 1993 : Other Women's Children de Anne Wheeler : Dodie
- 1994 : Au-dessus de tout soupçon (While Justice Sleeps) de Ivan Passer : Sarah Berger
- 1996 : Une erreur de jeunesse (Home Song) de Nancy Malone : Joan
- 1996 : My Mother's Ghost de Elise Swerhone : Jeannie Locke
- 1999 : Win, Again!
- 1999 : Erreur judiciaire: l'histoire de David Milgaard (Milgaard) de Stephen Williams : Joyce Milgaard
- 2001 : Piège infernal (Trapped) de Deran Sarafian : Mary Maculwain
- 2003 : Mob Princess de Mina Shum : Barb
- 2005 : Un mariage à l'épreuve (Hush) de Harvey Kahn : Dell Carter
- 2006 : Pour sauver ma fille (Augusta, Gone) de Tim Matheson : Rose
- 2007 : La Voleuse de diamants (Cleaverville) de Jorge Montesi : Kay
- 2009 : Une famille dans la tempête (Courage) de George Erschbamer : Hannah
- 2010 : L'Amour XXL (Lying to Be Perfect) de Gary Harvey : Charlotte
- 2011 : La loi de Goodnight (Goodnight for Justice) de Jason Priestley : Rebecca Shaw
- 2011 : Un peu, beaucoup, à la folie (He Loves Me) de Jeff Renfroe : Dr Browning
- 2011 : Best Player, que le meilleur gagne (Best Player) de Damon Santostefano : Mme Johnson
- 2012 : Mon amour de colo (Kiss at Pine Lake) de Michael M. Scott : Connie
- 2012 : L'Homme qui n'aimait pas Noël (Anything But Christmas) de Allan Harmon : Agnes
- 2013 : Mortelle performance (Fatal Performance) de George Erschbamer : Mme Hatcher
- 2013 : Un millier de flocons (Let It Snow) de Harvey Frost : Karla Lewis
- 2014 : Heavenly Match de Michael M. Scott : Olivia Thompkins
- 2014 : L'Étincelle de Glenwood (Garage Sale Mystery: All That Glitters) : Erika
- 2014 : Une ombre sur le mariage (Wedding Planner Mystery) de Ron Oliver : Clara Parry
- 2014 : Les dommages du passé (Damaged) de Rick Bota : Principal Hosie
- 2014 : Trahie par le passé (Buried Secrets) de Monika Mitchell : Nanna Winters
- 2016 : Danse ta vie : l'affrontement (Center Stage: On Pointe) : Beverly
- 2016 : Opération Noël (Operation Christmas) de David Weaver : Jill McGuigan
- 2017 : Final Vision de Nicholas McCarthy : Mildred Kassab
- 2018 : L'amour sucré salé (Cooking with Love) de Jem Garrard : Chef Betty
- 2018 : Noël à Crystal Falls (Christmas Joy) de Monika Mitchell : Poppy Weatherton
- 2019 : Noël sous le signe du destin (The Christmas Club) de Jeff Beesley : Suzanne
- 2019 : Un enfant kidnappé chez les Amish (Amish Abduction) de Ali Liebert : Betty
- 2022 : The Holiday Sitter de Ali Liebert : Marilyn DeVito

## Voix francophones
En France
| - Colette Marie dans : - Opération Noël (téléfilm) - Le Maître du Haut Château (série télévisée) - Noël sous le signe du destin (téléfilm) - Un enfant kidnappé chez les Amish (téléfilm) - Le nounou de Noël (téléfilm) - Virgin River (série télévisée) - Marie-Martine dans : - Un mariage à l'épreuve (téléfilm) - Christmas Cottage - Une famille dans la tempête (téléfilm) - Les Dommages du passé (téléfilm) - Heavenly Match (téléfilm) - Blanche Ravalec dans : - Grace - Un peu, beaucoup, à la folie (téléfilm) - Une ombre sur le mariage (téléfilm) | - Béatrice Delfe dans (les téléfilms) : - Noël à Crystal Falls - L'Amour sucré salé - Cathy Cerdà dans (les séries télévisées) : - Chapelwaite - Tracker Et aussi - Véronique Rivière dans Les Cinq Sens - Clara Borras dans L'Heure du crime (téléfilm) - Claudine Delvaux dans Mes vies de chien - France Renard dans Sweet Virginia (en) - Frédérique Cantrel dans See (série télévisée) - Sylvie Genty (*1951 - 2022) dans Toi, moi et elle (série télévisée) - Colette Venhard dans Away (série télévisée) - Delphine Saley dans The Stand (mini-série) - Annie Le Youdec dans The Night Agent (série télévisée) - Catherine Davenier dans Destination finale : Bloodlines |